# Smith & Wesson Модель 460
Smith & Wesson Модель 460 великий п'ятизарядний револьвер одинарної/подвійної дії компанії Smith & Wesson під набій .460 S&W Magnum. Його розробляли для полювання на небезпечну дичину в Африці та на Алясці. Револьвер створено на самій великій та міцній рамі компанії, яка відома як рамка X, і є спільною розробкою компаній Smith & Wesson, Hornady та Cor-Bon.

## Конструкція
Основна конструкція револьвера Модель 460 базується на рамці іншого відомого револьвера .50 калібру, Smith & Wesson Model 500.
Окрім набою .460 S&W Magnum, в револьвер можна заряджати набої .454 Casull та .45 Colt. Smith & Wesson заявляє, що Модель 460 XVR (XVR скорочення від X-treme Velocity Revolver) серійним револьвером з найвищою швидкістю і до того ж є найпотужнішим револьвером .45 калібру в світі. Швидкість польоту кулі вагою 200 гранів (13 г) становить 710 м/с, при цьому дулова швидкість становить 3276 Дж.
Цей револьвер має гвинтові нарізи зі зростаючим кроком - нарізка починається з повільного повороту з 1 обороту на 100 дюймів з поступовим збільшенням швидкості від 1 обороту на 20 дюймів, для утримання високого тиску набою.
В 2005 році револьвер S&W Модель 460 отримав нагороду Досконала ручна зброя року від Академії стрілецької промисловості.

## Варіанти
Smith & Wesson пропонували кілька варіантів цього револьвера. Деякі короткоствольні револьвери такі як Модель 460 ES призначалися для використання у наборах виживання в невеликих літаках, які використовували на Алясці, у той час коли довгоствольні, зі стволами довжиною 14", призначалися для полювання.
- Модель 460 ES ствол довжиною 2.75", короткоствольний револьвер аварійного виживання з неоново-жовтим руків'ям Hogue (знятий з виробництва)[13]
- Модель 460 XVR Performance Center ствол довжиною 3.5", HI-VIZ® зелена волоконно-оптична передня панель[14]
- Модель 460 V ствол довжиною 5", дулове гальмо (V позначає довжину стволу в дюймах)[15]
- Model 460 V ствол довжиною 5", дулове гальмо "OD Green Carry Combo" (OD зелене руків'я Hogue, кобура DeSantis в зеленому цифровому камуфляжі, зелений ремінний тримач DeSantis в цифровому камуфляжі; Зелена коробка OD S&W)[16]
- Модель 460 XVR ствол довжиною 8.38" Barrel, Muzzle Brake[17]
- Модель 460 XVR Performance Center ствол довжиною 10.5", дулове гальмо, обертові петлі, планка Пікатіні згори[18]
- Модель 460 XVR Performance Center ствол довжиною 12", обертові петлі, планка Пікатіні згори та збоку[19]
- Модель 460 XVR Performance Center ствол довжиною 14", дулове гальмо, обертові петлі, планка Пікатіні згори та збоку, сошка[20]